# ATP Nizza 1985
L'ATP Nizza 1985 è stato un torneo di tennis giocato sulla terra rossa. È stata la 14ª edizione del torneo, che fa parte del Nabisco Grand Prix 1985. Si è giocato a Nizza in Francia dall'8 al 14 aprile 1985.

## Campioni

### Singolare maschile
Henri Leconte ha battuto in finale  Víctor Pecci con il punteggio di 6–4, 6–4

### Doppio maschile
Claudio Panatta /  Pavel Složil hanno battuto in finale  Loïc Courteau /  Guy Forget con il punteggio di 3–6, 6–3, 8–6